# Apresentação pélvica
Apresentação pélvica é uma complicação do parto em que o feto se apresenta pela bacia e pelos pés, em vez de se apresentar pela cabeça, como seria normal. A apresentação pélvica ocorre em cerca de 3 a 5% das gravidezes a termo. Na maior parte dos casos de bebés em posição pélvica o parto é realizado por cesariana, por ser mais seguro que o parto vaginal.